# بيل ماكليلان
بيل ماكليلان (بالإنجليزية: Bill McClellan)‏ هو لاعب كرة قاعدة أمريكي، ولد في 22 مارس 1865 في شيكاغو في الولايات المتحدة، وتوفي بنفس المكان في 3 يوليو 1929.

## وصلات خارجية
- بيل ماكليلان على موقعبيزبول رفرنس.كوم (الدوري الرئيسي) (الإنجليزية)
- بيل ماكليلان على موقعبيزبول رفرنس.كوم (الدوري الثانوي) (الإنجليزية)